# West Grove (Iowa)
West Grove es, desde 1853, un área no incorporada de Estados Unidos en el condado de Davis, Iowa. Se encuentra al oeste de la localidad de Bloomfield junto a la autovía 2 a una altitud de 287 m s. n. m.
El 21 de junio de 1852 quedó establecido su oficina postal hasta el 31 de agosto de 1959 cuando se trasladó a la oficina postal de Bloomfield. No obstante, la zona dispone de su propio código ZIP: 52537, sin embargo, no se implementaría hasta varios años después.